# Prijezdić
Prijezdić (en serbe cyrillique : Приједић) est un village de Serbie situé sur le territoire de la Ville de Valjevo, district de Kolubara. Au recensement de 2011, il comptait 287 habitants.

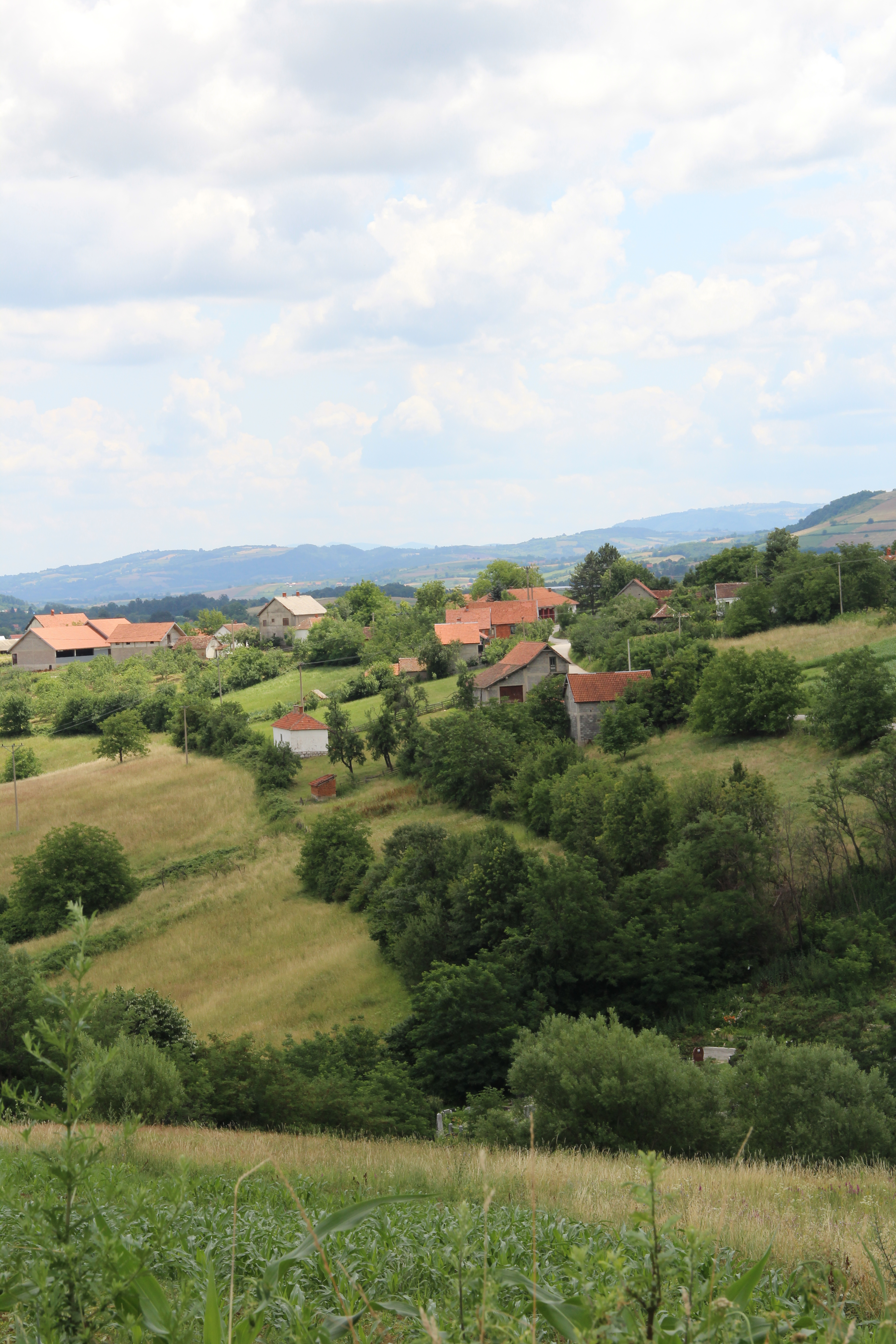
Prijezdić - panorama
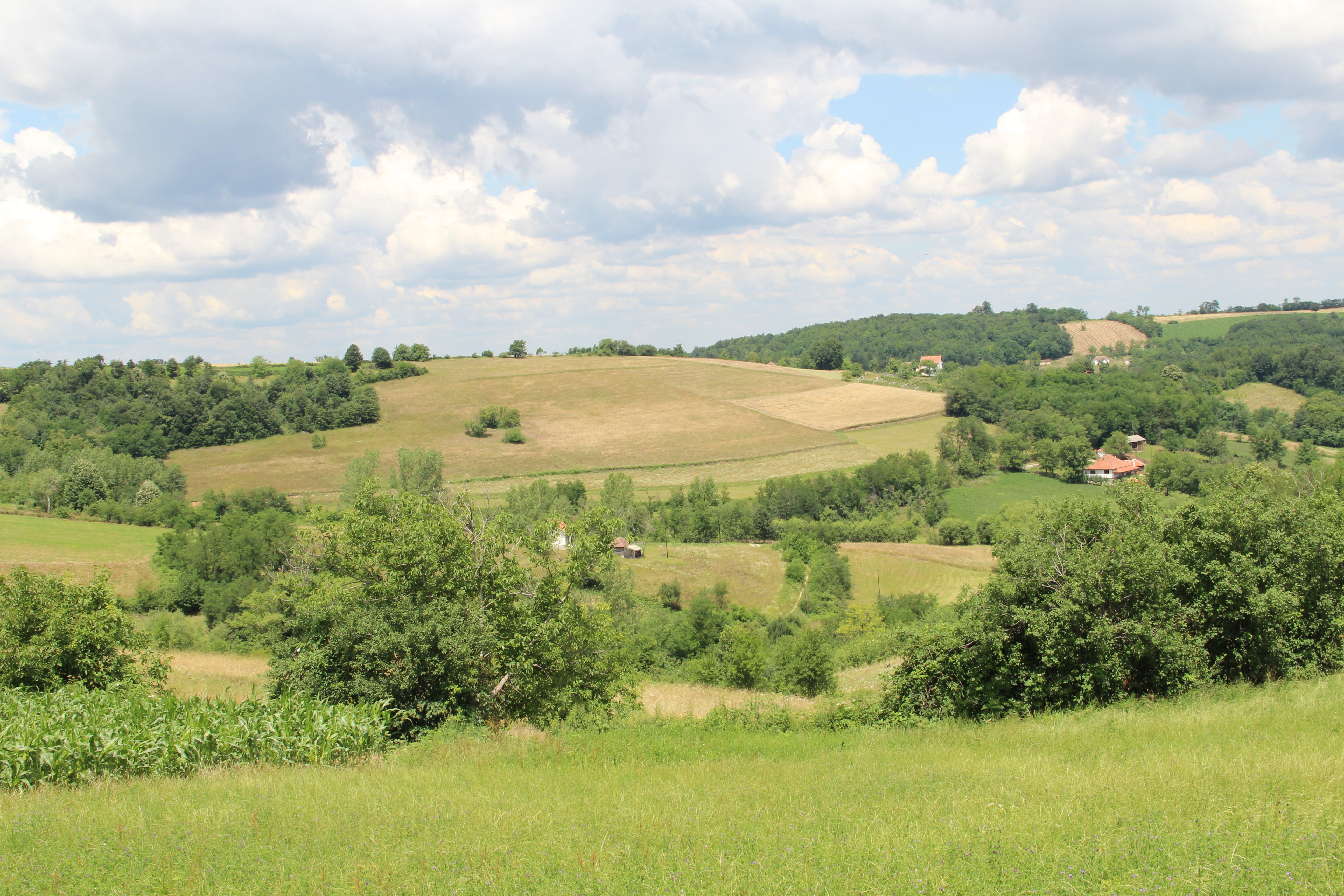
Prijezdić - panorama
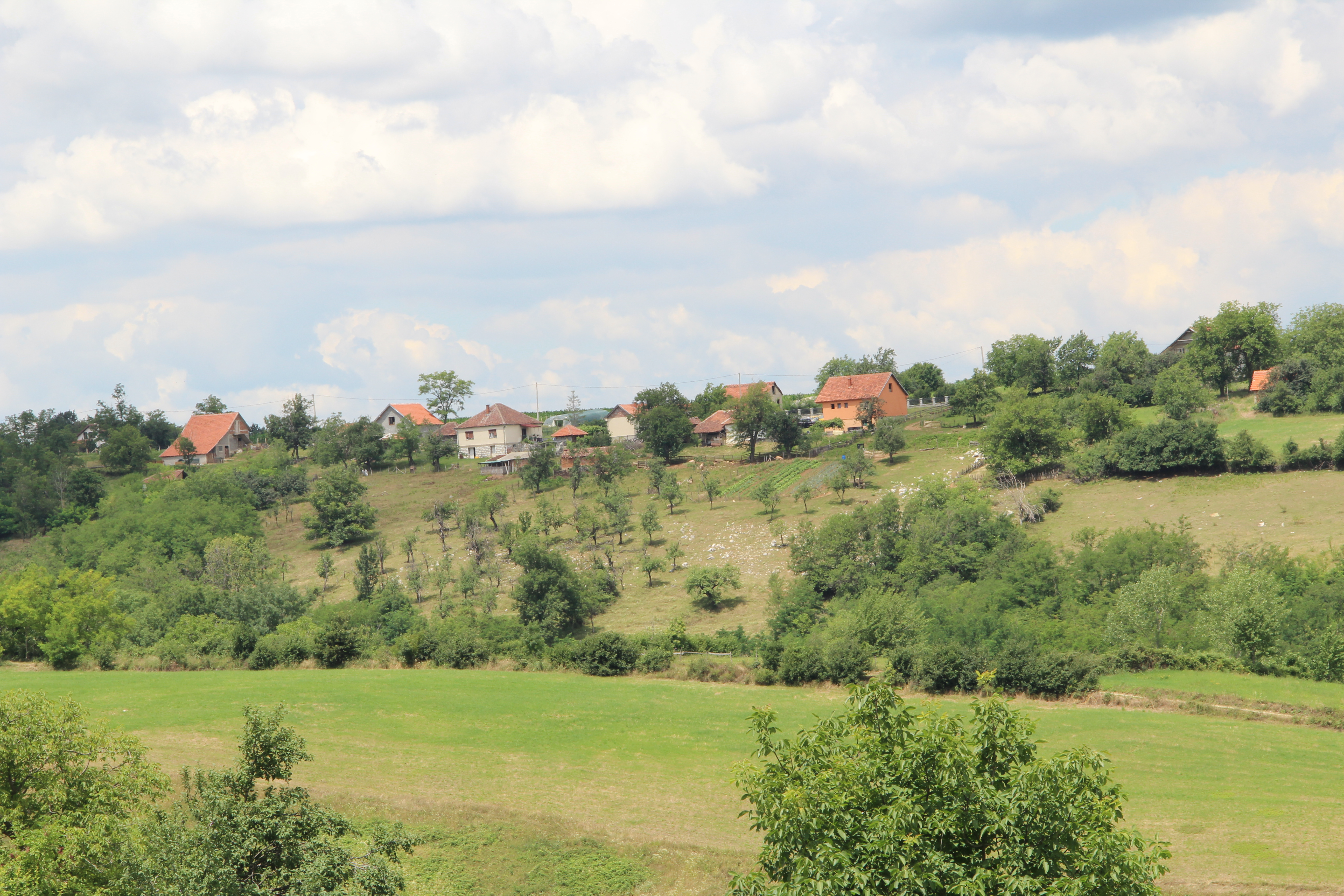
Prijezdić - panorama
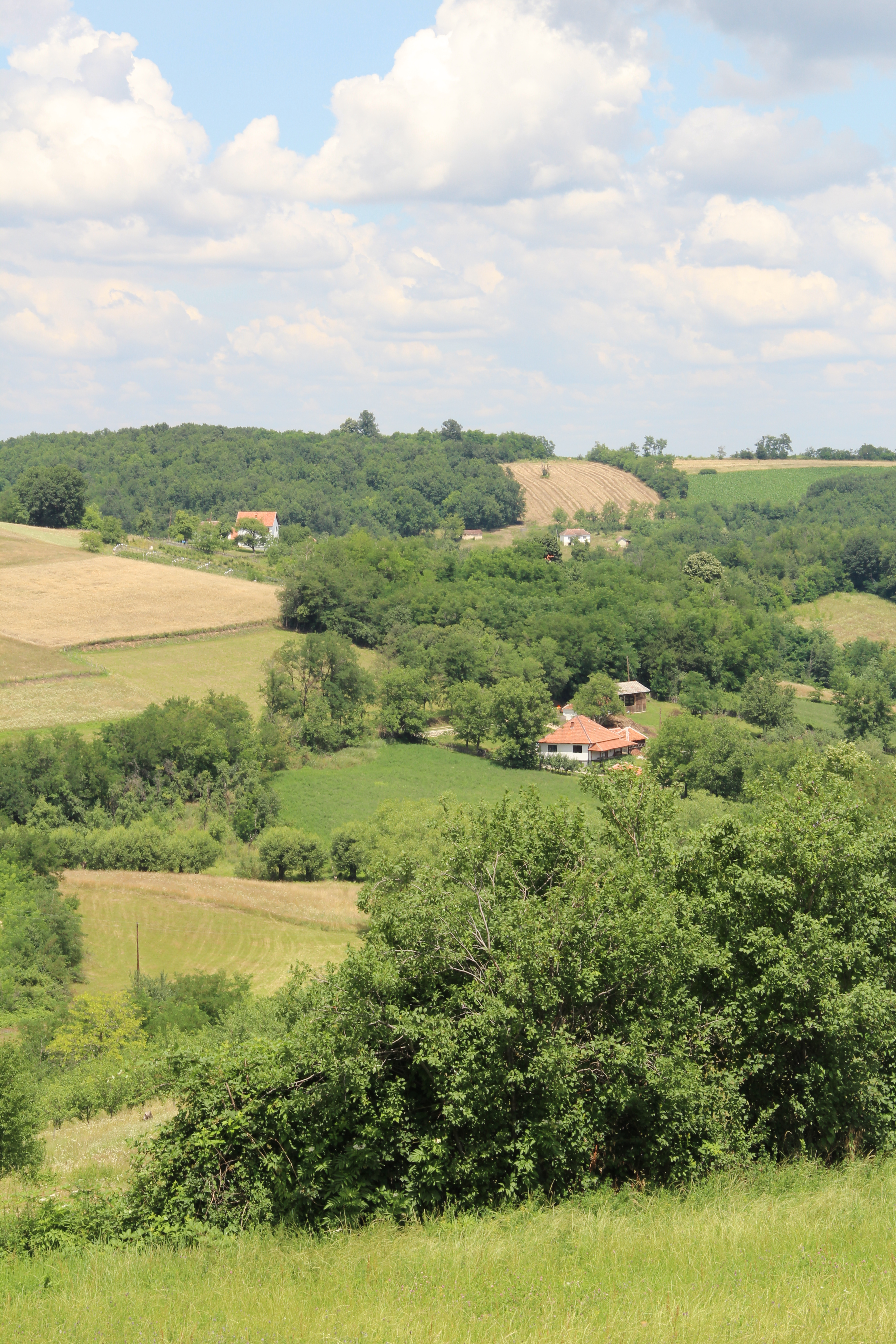
Prijezdić - panorama
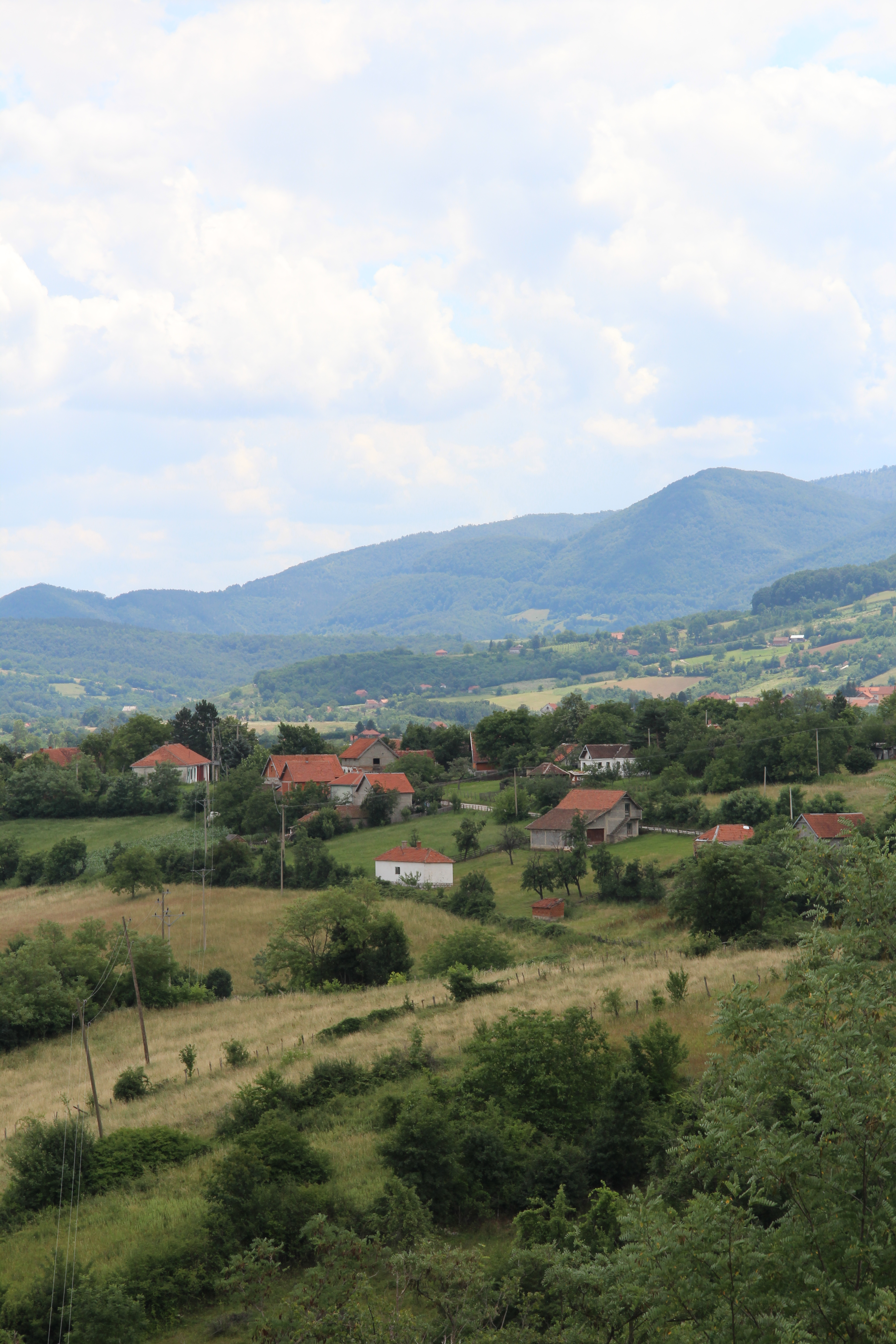
Prijezdić - panorama
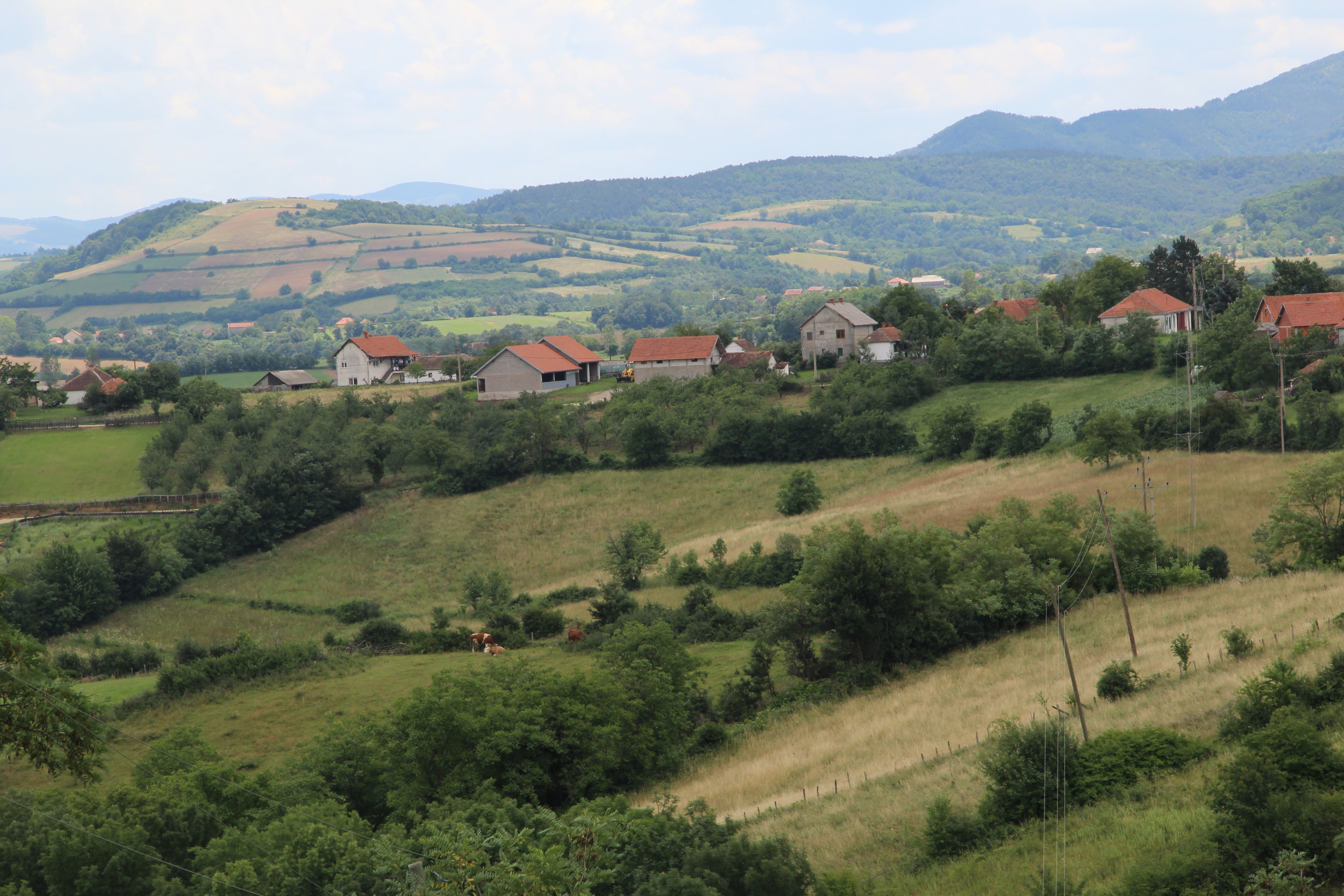
Prijezdić - panorama
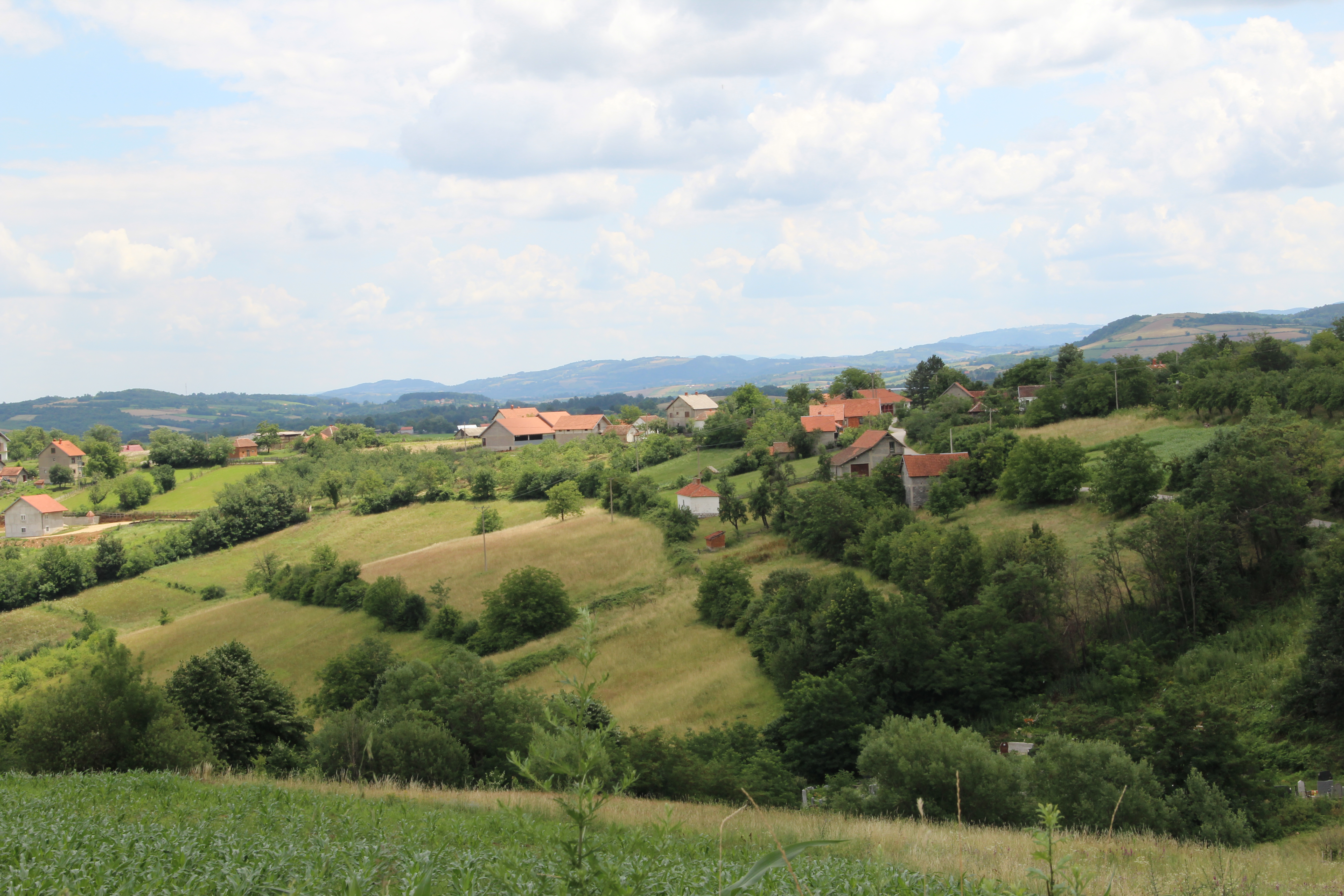
Prijezdić - panorama
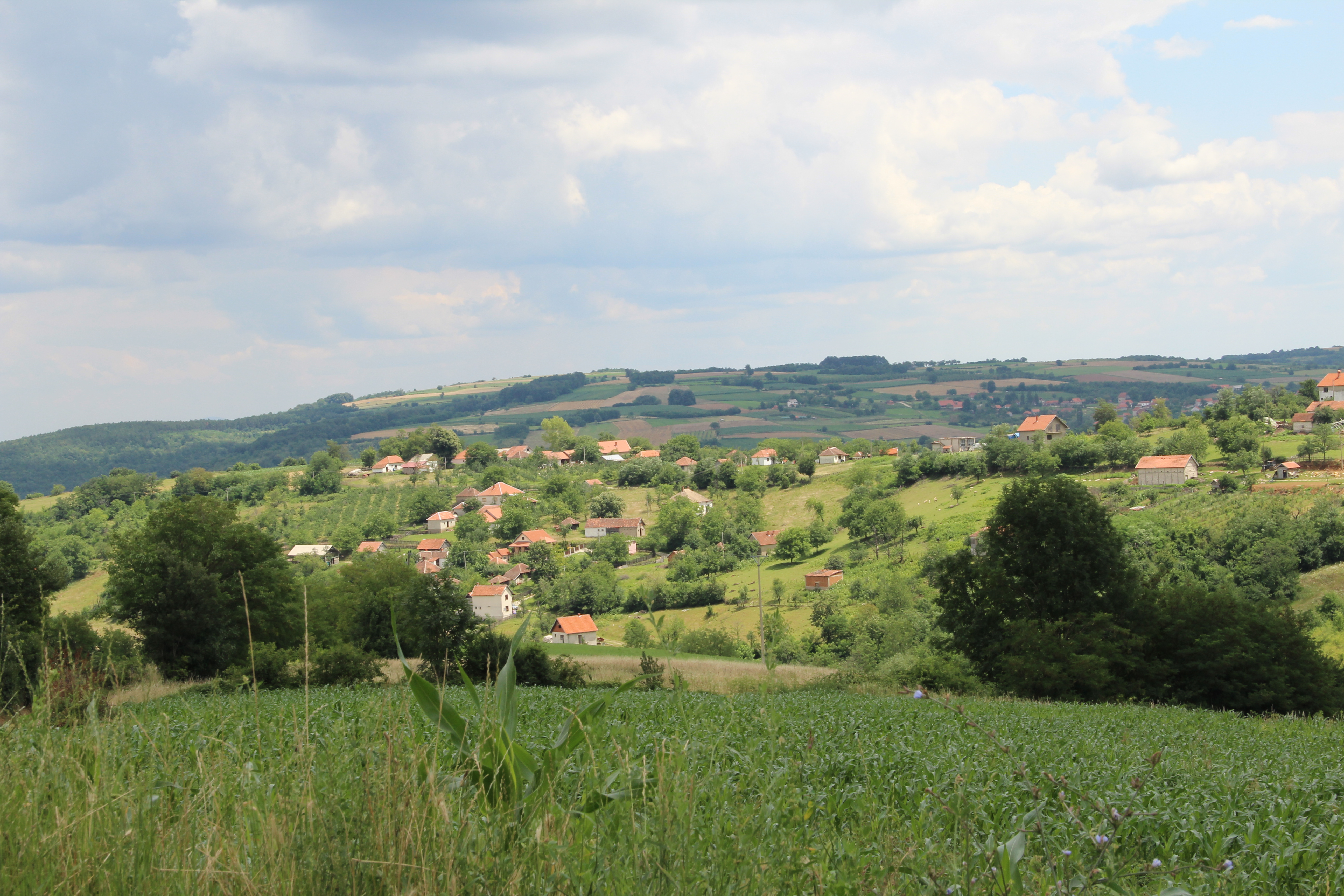
Prijezdić - panorama

## Démographie
| 1948 | 1953 | 1961 | 1971 | 1981 | 1991 | 2002 | 2011 |
| ---- | ---- | ---- | ---- | ---- | ---- | ---- | ---- |
| 643  | 673  | 683  | 618  | 496  | 397  | 340  | 287  |

|  |